# Thạch Sơn, Lâm Thao
Thạch Sơn là một xã thuộc huyện Lâm Thao, tỉnh Phú Thọ, Việt Nam.
Xã Thạch Sơn có diện tích 5,2 km², dân số năm 1999 là 7.111 người, mật độ dân số đạt 1368 người/km².
Theo thống kê năm 2019, xã Thạch Sơn có diện tích 5,2 km², dân số là 8.087 người, mật độ dân số đạt 1.555 người/km².